# Leichtathletik-Länderkampf der Männer 1954 Luxemburg – BR Deutschland
| 7. Leichtathletik-Länderkampf mit bundesdeutscher Beteiligung 1954 | 7. Leichtathletik-Länderkampf mit bundesdeutscher Beteiligung 1954 |               |
| ------------------------------------------------------------------ | ------------------------------------------------------------------ | ------------- |
|                                                                    |                                                                    |               |
| Ländervergleich der Männer: Luxemburg – BR Deutschland             |                                                                    |               |
| Austragungsort                                                     | Düdelingen                                                         |               |
| Wettbewerbe                                                        | 16                                                                 |               |
| Datum                                                              | 15. August 1954                                                    |               |
| 1. FRG 2. LUX                                                      | 113 Punkte 055 Punkte                                              |               |
| Chronik                                                            |                                                                    |               |
| ← FRG-SUI (F)                                                      | FRG-NLD (M) →                                                      | FRG-NLD (M) → |

Der siebte Vergleich des Länderkampfjahres 1954 führte Deutschlands Männer am 15. August in die luxemburgische Stadt Düdelingen zu ihrer nun fünften Begegnung mit den Leichtathleten aus Luxemburg.

## Wettbewerbe und Modus
Dieser Länderkampf beschränkte sich auf insgesamt sechzehn Wettbewerbe. Aus dem olympischen Katalog fehlten die Rennen über 10.000 Meter, 400 Meter Hürden und 3000 Meter Hindernis, der Marathonlauf, die beiden der Gehdisziplinen, der Dreisprung, der Hammerwurf sowie der Zehnkampf. Anstelle der 4-mal-400-Meter-Staffel wurde eine 4-mal-800-Meter-Staffel ausgetragen. Gewertet wurde in den Einzeldisziplinen nach dem Standardsystem, in den Staffeln mit fünf zu drei Punkten. 

## Ergebnis
Luxemburgs Sportler entschieden den 1500-Meter-Lauf und die 4-mal-800-Meter-Staffel für sich. Alle anderen Disziplinwertungen gingen an die Bundesrepublik Deutschland. Dabei gab es zehn Doppelerfolge. In zwei Rennen, dem 200-Meter-Lauf und dem 400-Meter-Hürdenlauf, stellte Luxemburg nur jeweils einen Vertreter. Der Vergleich endete der auch diesmal mit einem sehr klaren bundesdeutschen Erfolg mit 113 zu 55 Punkten.

## Weitere Länderkämpfe am selben Wochenende
An diesem Wochenende fanden mit den Begegnungen gegen die Schweiz in Ludwigshafen und gegen die Niederlande in Hamm zwei weitere Länderkämpfe der Männer statt, die somit für diese Vergleich drei unterschiedliche Mannschaften stellen mussten. Alle drei Begegnungen wurden siegreich beendet. Die Frauen traten gemeinsam mit den Männern an diesem Wochenende gegen Schweiz und die Niederlande an. Auch sie entschieden ihre beiden parallelen Aufeinandertreffen mit zwei unterschiedlichen Teams jeweils für sich.

## Resultate

### 100 m
| Platz | Athlet         | Land | Zeit (s) |
| ----- | -------------- | ---- | -------- |
| 1     | Erich Fuchs    | FRG  | 10,7     |
| 2     | Lothar Knörzer | FRG  | 10,9     |
| 3     | René Pütz      | LUX  | 11,0     |
| 4     | Schuh          | LUX  | 11,5     |

### 200 m
| Platz | Athlet           | Land | Zeit (s) |
| ----- | ---------------- | ---- | -------- |
| 1     | Karl Blümmel     | FRG  | 22,7     |
| 2     | Günter Schally   | FRG  | 23,0     |
| 3     | Roger Bofferding | LUX  | 23,8     |

Luxemburg stellte nur einen Teilnehmer.

### 400 m
| Platz | Athlet           | Land | Zeit (s) |
| ----- | ---------------- | ---- | -------- |
| 1     | Helmut Dreher    | FRG  | 49,6     |
| 2     | Hubert Huppertz  | FRG  | 51,8     |
| 3     | François Bastian | LUX  | 53,3     |
| 4     | Norbert Haupert  | LUX  | 54,8     |

### 800 m
| Platz | Athlet         | Land | Zeit (min) |
| ----- | -------------- | ---- | ---------- |
| 1     | Horst Liell    | FRG  | 1:52,9     |
| 2     | Gérard Rasquin | LUX  | 1:53,5     |
| 3     | Walter Müller  | FRG  | 1:53,7     |
| 4     | Coppi          | LUX  | 2:15,0     |

### 1500 m
| Platz | Athlet             | Land | Zeit (min) |
| ----- | ------------------ | ---- | ---------- |
| 1     | Roger Müller       | LUX  | 4:01,0     |
| 2     | Karl-Heinz Schmalz | FRG  | 4:01,0     |
| 3     | Peter Handel       | FRG  | 4:02,8     |
| 4     | Mendels            | LUX  | 4:04,2     |

### 5000 m
| Platz | Athlet             | Land | Zeit (min) |
| ----- | ------------------ | ---- | ---------- |
| 1     | Xaver Höger        | FRG  | 14:57,6    |
| 2     | Paul Frieden       | LUX  | 15:19,0    |
| 3     | Niedercorn         | LUX  | 15:44,8    |
| 4     | Karl-Heinz Winkler | FRG  | 16:04,4    |

### 110 m Hürden
| Platz | Athlet             | Land | Zeit (s) |
| ----- | ------------------ | ---- | -------- |
| 1     | Hubert Huppertz    | FRG  | 15,0     |
| 2     | Godehard Trentmann | FRG  | 15,7     |
| 3     | Gutenkauf          | LUX  | 16,2     |
| 4     | François Bastian   | LUX  | 17,8     |

### 400 m Hürden
| Platz | Athlet         | Land | Zeit (s) |
| ----- | -------------- | ---- | -------- |
| 1     | Helmut Kwoczek | FRG  | 55,1     |
| 2     | Fritz Handrich | FRG  | 56,2     |
| 3     | Gutenkauf      | LUX  | 62,9     |

Luxemburg stellte nur einen Teilnehmer.

### 4 × 100 m Staffel
| Platz | Besetzung      | Land                                                   | Zeit (s) |
| ----- | -------------- | ------------------------------------------------------ | -------- |
| 1     | BR Deutschland | Lothar Knörzer Karl Blümmel Günter Schally Erich Fuchs | 43,8     |
| 2     | Luxemburg      | Roger Bofferding Spirout Schuh René Pütz               | 45,3     |

### 4 × 800 m Staffel
| Platz | Besetzung      | Land                                                            | Zeit (min) |
| ----- | -------------- | --------------------------------------------------------------- | ---------- |
| 1     | Luxemburg      | Mendels Gérard Rasquin François Bastian Roger Müller            | 7:52,6     |
| 2     | BR Deutschland | Karl-Heinz Pauker Peter Handel Karl-Heinz Schmalz Walter Müller | 7:59,5     |

### Hochsprung
| Platz | Athlet          | Land | Höhe (m) |
| ----- | --------------- | ---- | -------- |
| 1     | Jürgen Hinrichs | FRG  | 1,80     |
| 2     | Dieter Witte    | FRG  | 1,80     |
| 3     | Gutenkauf       | LUX  | 1,65     |
| 4     | Schulte         | LUX  | 1,60     |

### Stabhochsprung
| Platz | Athlet         | Land | Höhe (m) |
| ----- | -------------- | ---- | -------- |
| 1     | Willy Reißmann | FRG  | 3,70     |
| 2     | Horst Drumm    | FRG  | 3,60     |
| 3     | Rix            | LUX  | 3,50     |
| 4     | Aniset         | LUX  | 2,90     |

### Weitsprung
| Platz | Athlet         | Land | Weite (m) |
| ----- | -------------- | ---- | --------- |
| 1     | Herbert Büttel | FRG  | 6,91      |
| 2     | Heinz Mies     | FRG  | 6,60      |
| 3     | René Pütz      | LUX  | 6,57      |
| 4     | Paul Knepper   | LUX  | 6,01      |

### Kugelstoßen
| Platz | Athlet          | Land | Weite (m) |
| ----- | --------------- | ---- | --------- |
| 1     | Lothar Müller   | FRG  | 14,74     |
| 2     | René Kremer     | LUX  | 13,02     |
| 3     | Herbert Koschel | FRG  | 12,77     |
| 4     | Paul Knepper    | LUX  | 11,67     |

### Diskuswurf
| Platz | Athlet            | Land | Weite (m) |
| ----- | ----------------- | ---- | --------- |
| 1     | Günther Noack     | FRG  | 46,88     |
| 2     | Eduard Richarz    | FRG  | 41,03     |
| 3     | Jeannot Bigelbach | LUX  | 39,67     |
| 4     | René Kremer       | LUX  | 39,54     |

### Speerwurf
| Platz | Athlet            | Land | Weite (m) |
| ----- | ----------------- | ---- | --------- |
| 1     | Herbert Koschel   | FRG  | 61,48     |
| 2     | Herbert Diewald   | FRG  | 57,71     |
| 3     | René Kremer       | LUX  | 49,32     |
| 4     | Jeannot Bigelbach | LUX  | 46,13     |